# Landkreis Sonthofen
Der Landkreis Sonthofen gehörte zum bayerischen Regierungsbezirk Schwaben. Vor dem Beginn der Gebietsreform in Bayern am Anfang der 1970er Jahre umfasste der Landkreis 33 Gemeinden. Das ehemalige Kreisgebiet gehört heute zum Landkreis Oberallgäu.

## Geographie

### Wichtige Orte
Die einwohnerstärksten Orte waren Sonthofen, Immenstadt, Oberstdorf und Blaichach.

### Nachbarkreise
Der Landkreis grenzte 1972 im Uhrzeigersinn im Nordwesten beginnend an die Landkreise Lindau (Bodensee), Kempten (Allgäu) und Füssen. Im Süden grenzte der Landkreis an Österreich; im Südosten an Tirol und im Südwesten an Vorarlberg.

## Geschichte

### Bezirksamt
Das Bezirksamt Sonthofen wurde 1862 durch den Zusammenschluss der Landgerichte älterer Ordnung Immenstadt und Sonthofen gebildet.
Am 1. April 1927 trat das Bezirksamt Sonthofen die Gemeinden Moosbach und Petersthal an das Bezirksamt Kempten ab.

### Landkreis
Am 1. Januar 1939 wurde die reichseinheitliche Bezeichnung Landkreis eingeführt. So wurde aus dem Bezirksamt der Landkreis Sonthofen.
Nach dem Anschluss Österreichs gehörten vom 15. Oktober 1938 bis zum 8./9. Mai bzw. 19. September 1945 auch die zuvor österreichischen Gemeinden Jungholz und Mittelberg zum Bezirksamt bzw. Landkreis Sonthofen.
Am 1. Juli 1970 wurde die Gemeinde Stiefenhofen aus dem Landkreis Sonthofen in den Landkreis Lindau (Bodensee) umgegliedert.
Am 1. Juli 1972 wurde der Landkreis Sonthofen im Zuge der Gebietsreform in Bayern mit dem größten Teil des Landkreises Kempten (Allgäu) zum neuen Landkreis Oberallgäu zusammengefasst.

## Einwohnerentwicklung
| Jahr | Einwohner | Quelle |
| ---- | --------- | ------ |
| 1864 | 28.860    | [ 7 ]  |
| 1885 | 30.275    | [ 8 ]  |
| 1900 | 33.466    | [ 9 ]  |
| 1910 | 36.679    | [ 9 ]  |
| 1925 | 40.939    | [ 10 ] |
| 1939 | 51.995    | [ 11 ] |
| 1950 | 67.088    | [ 12 ] |
| 1960 | 67.300    | [ 13 ] |
| 1971 | 75.900    | [ 14 ] |

## Gemeinden
Die Gemeinden des Landkreises Sonthofen vor der Gemeindereform. Die Gemeinden, die es heute noch gibt, sind fett geschrieben.
| frühere Gemeinde            | heutige Gemeinde     | heutiger Landkreis          |
| --------------------------- | -------------------- | --------------------------- |
| Aach i.Allgäu               | Oberstaufen          | Landkreis Oberallgäu        |
| Akams                       | Immenstadt i. Allgäu | Landkreis Oberallgäu        |
| Altstädten                  | Sonthofen            | Landkreis Oberallgäu        |
| Balderschwang               | Balderschwang        | Landkreis Oberallgäu        |
| Blaichach                   | Blaichach            | Landkreis Oberallgäu        |
| Bolsterlang                 | Bolsterlang          | Landkreis Oberallgäu        |
| Bühl a.Alpsee               | Immenstadt i. Allgäu | Landkreis Oberallgäu        |
| Burgberg i.Allgäu           | Burgberg i.Allgäu    | Landkreis Oberallgäu        |
| Diepolz                     | Immenstadt i. Allgäu | Landkreis Oberallgäu        |
| Eckarts                     | Immenstadt i. Allgäu | Landkreis Oberallgäu        |
| Fischen i.Allgäu            | Fischen i.Allgäu     | Landkreis Oberallgäu        |
| Gunzesried                  | Blaichach            | Landkreis Oberallgäu        |
| Hindelang, Markt            | Bad Hindelang        | Landkreis Oberallgäu        |
| Immenstadt i. Allgäu, Stadt | Immenstadt i. Allgäu | Landkreis Oberallgäu        |
| Missen-Wilhams              | Missen-Wilhams       | Landkreis Oberallgäu        |
| Niedersonthofen             | Waltenhofen          | Landkreis Oberallgäu        |
| Obermaiselstein             | Obermaiselstein      | Landkreis Oberallgäu        |
| Oberstaufen, Markt          | Oberstaufen          | Landkreis Oberallgäu        |
| Oberstdorf, Markt           | Oberstdorf           | Landkreis Oberallgäu        |
| Ofterschwang                | Ofterschwang         | Landkreis Oberallgäu        |
| Ottacker                    | Sulzberg             | Landkreis Oberallgäu        |
| Rauhenzell                  | Immenstadt i. Allgäu | Landkreis Oberallgäu        |
| Rettenberg                  | Rettenberg           | Landkreis Oberallgäu        |
| Schöllang                   | Oberstdorf           | Landkreis Oberallgäu        |
| Sonthofen, Stadt            | Sonthofen            | Landkreis Oberallgäu        |
| Stein i.Allgäu              | Immenstadt i. Allgäu | Landkreis Oberallgäu        |
| Stiefenhofen                | Stiefenhofen         | Landkreis Lindau (Bodensee) |
| Thalkirchdorf               | Oberstaufen          | Landkreis Oberallgäu        |
| Tiefenbach b.Oberstdorf     | Oberstdorf           | Landkreis Oberallgäu        |
| Unterjoch                   | Bad Hindelang        | Landkreis Oberallgäu        |
| Untermaiselstein            | Rettenberg           | Landkreis Oberallgäu        |
| Vorderburg                  | Rettenberg           | Landkreis Oberallgäu        |
| Wertach, Markt              | Wertach              | Landkreis Oberallgäu        |

Landkreis Sonthofen, Gemeindegrenzenkarte von 1961

Die Gemeinden Missen und Wilhams wurden am 1. Januar 1959 zur Gemeinde Missen-Wilhams zusammengeschlossen.

## Kfz-Kennzeichen
Am 1. Juli 1956 wurde dem Landkreis bei der Einführung der bis heute gültigen Kfz-Kennzeichen das Unterscheidungszeichen SF zugewiesen. Es wurde bis zum 3. August 1974 auf dem Gebiet des Landkreises ausgegeben. Vom 5. August 1974 bis zum 10. Februar 1979 wurde es im gesamten Landkreis Oberallgäu ausgegeben.